# Гольц, Александр Львович
Александр Львович Гольц (нем. Alexander Lwowitsch Golz, 12 марта 1972, Челябинск, СССР) — российский хоккеист, левый нападающий. Тренер.
Воспитанник челябинского хоккея. Лучший снайпер чемпионата России 2001 года в составе магнитогорского «Металлурга» — 33 шайбы в 32 матчах.
В составе сборной России участвовал в чемпионате мира 2001 года.

## Достижения
- Двукратный чемпион России,
- Двукратный обладатель серебряных и бронзовых медалей чемпионата России
- Победитель Евролиги.

## Семья
Мать Александра — русская, а отец — российский немец.
Жена — Ольга, сыновья — Евгений (род. 1996) и Тимофей (род. 2002).